# Daniel Pérez (futbolista venezolano)

Daniel Alejandro Pérez Córdova (Caracas, Venezuela, 17 de enero de 2002) es un futbolista venezolano que juega como delantero en el KSC Lokeren-Temse de la Segunda División de Bélgica, y es capitán de la selección de fútbol sub-23 de Venezuela.

## Biografía
Nació y se crio en la capital de Venezuela, en el seno de una familia caraqueña, sus padres son Maribel Córdova y Leonardo Pérez, tiene un hermano menor el también futbolista de Metropolitanos Fútbol Club Leo Pérez Córdova.

## Trayectoria

### Metropolitanos
Formado en el Metropolitanos, debutó con el primer equipo en 2018 en un partido correspondiente al Torneo Clausura frente a Portuguesa.

### Brujas
Fue traspasado en enero de 2021 al Club Brujas de la Primera División de Bélgica, a cambio de 200 mil dólares a sus 19 años de edad. Marcando un gol en su debut, posteriormente pasaría a ser parte del equipo filial.
Para la temporada 2022-23 sería pieza titular en el club NXT marcando 12 goles en la temporada y siendo el goleador del equipo.

## Selección nacional

### Torneo Maurice Revello
Para el Torneo Maurice Revello de 2022, Pérez fungió como capitán de la selección sub-23, disputando todos los partidos y anotando dos goles que contribuyeron el avance a la final de dicho certamen, cayendo en la final ante la anfitriona Francia 2-1.

## Clubes
| Club                 | País      | Año            | Partidos | Goles |
| -------------------- | --------- | -------------- | -------- | ----- |
| Metropolitanos F. C. | Venezuela | 2018-2021      | 26       | 8     |
| Club Brujas          | Bélgica   | 2021-2022      | 11       | 1     |
| Club NXT             | Bélgica   | 2021-presente  | 36       | 4     |
| KV Oostende          | Bélgica   | 2023-2024      | 32       | 6     |
| KSC Lokeren-Temse    | Bélgica   | 2025- Presente | 10       | 3     |

## Palmarés

### Campeonatos nacionales
| Título                      | Club        | País    | Año  |
| --------------------------- | ----------- | ------- | ---- |
| Primera División de Bélgica | Club Brujas | Bélgica | 2021 |
| Supercopa de Bélgica        | Club Brujas | Bélgica | 2021 |
| Primera División de Bélgica | Club Brujas | Bélgica | 2022 |
| Supercopa de Bélgica        | Club Brujas | Bélgica | 2022 |